# Atatürk-Bibliothek

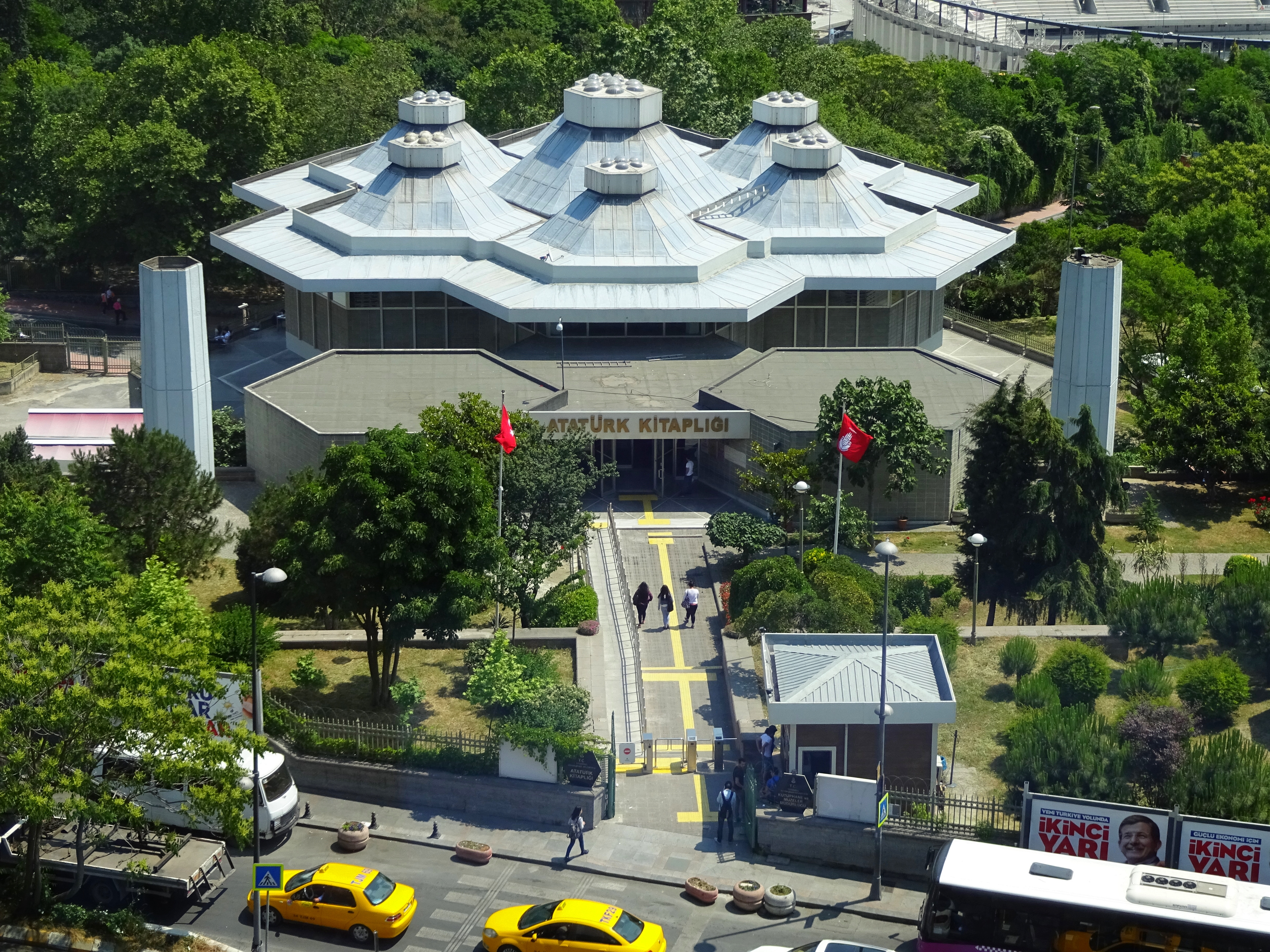
Ansicht von Südwesten (2015)

Die Atatürk-Bibliothek (türkisch Atatürk Kitaplığı) in Gümüşsuyu im Istanbuler Stadtbezirk Beyoğlu ist eine Bibliothek unter der Trägerschaft der Koç-Stiftung. Das Gebäude wurde 1973–75 nach Entwürfen des Architekten Sedad Hakkı Eldem errichtet.

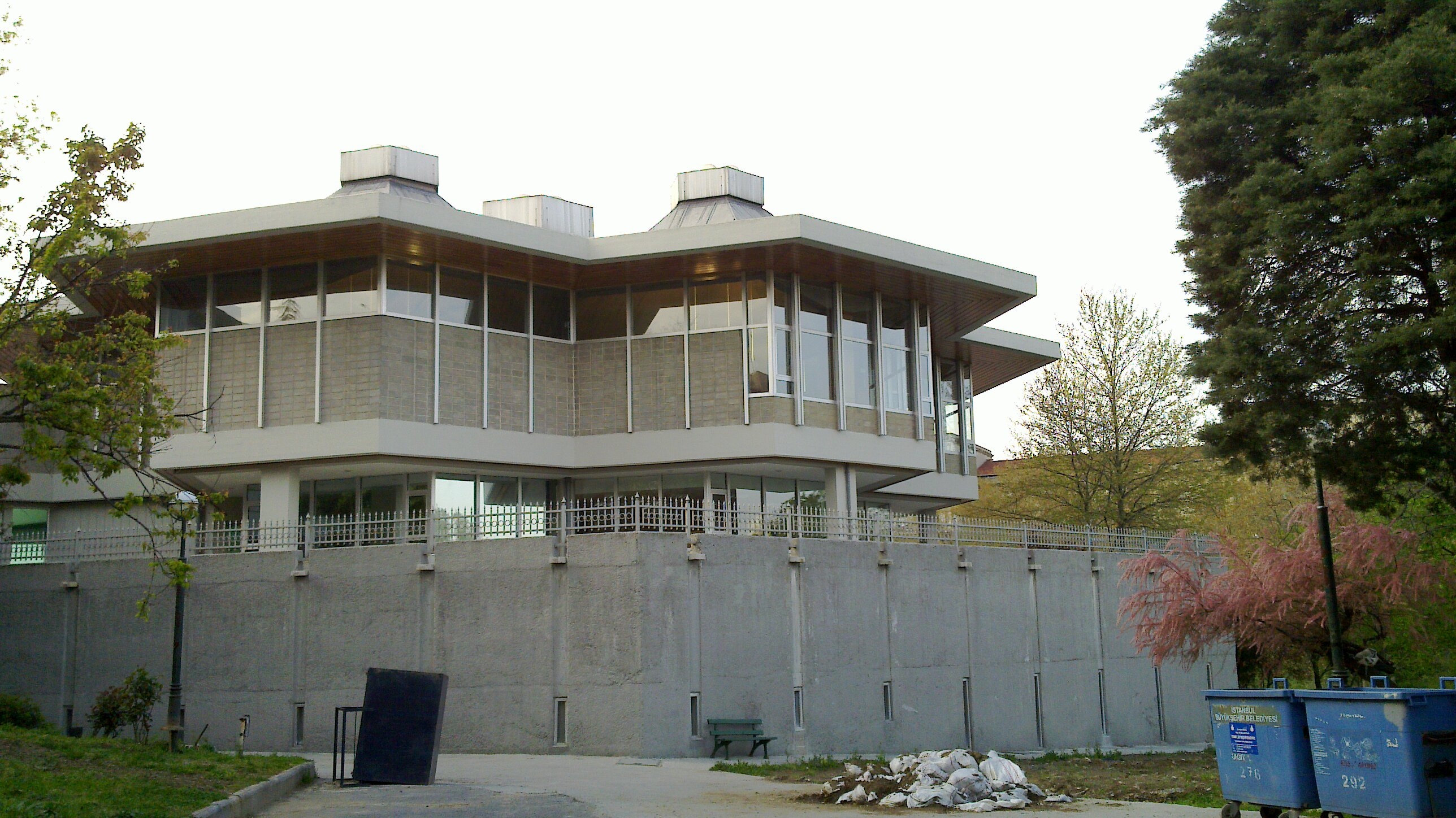
Ansicht von Norden (2010)

## Beschreibung
Der Grundriss basiert auf allen Stockwerken auf verschiedenen Kombinationen von Sechsecken. Über einem massiven sechseckigen Sockelgeschoss, welches als Lager dient, springt das weitgehend verglaste Erdgeschoss zurück. Sechs sechseckige Räume umfassen einen siebten zentralen Raum. Im Obergeschoss ist diese Konfiguration wiederholt, allerdings kragt dieses über das Erdgeschoss hervor und die Wände sind teilweise geschlossen und mit Keramik verkleidet. Die weit überstehenden pyramidalen Dächer folgen der sechseckigen Konfiguration ebenfalls. Im Erdgeschoss sind zudem zwei sechseckige Ausstellungs- und Konferenzräume vorgelagert, zwischen denen sich der Haupteingang befindet.

## Geschichte
Die Bibliothek war ursprünglich Teil eines geplanten Kulturzentrums mit Ausstellungsbauten, von dem sie als einziges verwirklicht wurde. Die Koç-Stiftung beauftragte dafür den bekannten Architekten Sedad Hakkı Eldem, der die Gesamtanlage entwarf. Die Architektur der Bibliothek basierte auf einem früheren nicht ausgeführten Entwurfs Eldems für ein türkisches Restaurant im Hotel Hilton Istanbul.